# Formula Renault 2.0 Eurocup 2008
Formula Renault 2.0 Eurocup 2008 vanns av Valtteri Bottas från Finland, efter en säsongslång duell med Daniel Ricciardo från Australien.

## Kalender
| Bana                 | Vinnare          | Vinnare          |
| -------------------- | ---------------- | ---------------- |
| Spa-Francorchamps    | Daniel Ricciardo | Paul Meijer      |
| Silverstone          | Valtteri Bottas  | Daniel Ricciardo |
| Hungaroring          | Daniel Ricciardo | Daniel Ricciardo |
| Nürburgring          | Roberto Merhi    | Valtteri Bottas  |
| Le Mans              | Roberto Merhi    | Valtteri Bottas  |
| Estoril              | Daniel Ricciardo | Valtteri Bottas  |
| Circuit de Catalunya | Valtteri Bottas  | Daniel Ricciardo |

## Slutställning
| Plats | Förare            | Poäng |
| ----- | ----------------- | ----- |
| 1     | Valtteri Bottas   | 139   |
| 2     | Daniel Ricciardo  | 136   |
| 3     | Andrea Caldarelli | 123   |
| 4     | Roberto Merhi     | 108   |
| 5     | Tobias Hegewald   | 71    |
| 6     | Jean-Eric Vergne  | 58    |
| 7     | César Ramos       | 37    |
| 8     | Albert Costa      | 35    |